# Льюис, Шарлотта (актриса)
Шарлотта Льюис (англ. Charlotte Lewis; род. 7 августа 1967, Кенсингтон, Лондон, Великобритания) — британская актриса. Получила известность благодаря ролям в фильмах «Пираты» и «Золотой ребёнок».

## Биография
Родилась 7 августа 1967 года в Лондоне, там же окончила католическую школу Бишоп Дуглас. Мать — ирландка; отца Шарлотта никогда не видела, он врач, наполовину чилиец, наполовину иракец; иногда указывается, что у неё имеются казахские корни.
Дебютировала в кино в детстве в небольшой роли в телесериале «Грейндж-Хилл».
В возрасте 14 лет оставила дом и школу, чтобы продолжить карьеру модели в Париже, где она, по её словам, увлекалась ночной жизнью, алкоголем и наркотиками, но через год решила прекратить такой образ жизни.
В 1986 году снялась в фильме Романа Полански  «Пираты», где исполнила одну из главных ролей и единственную женскую роль в фильме. Затем в том же году снялась в главной роли в фильме «Золотой ребёнок» вместе с Эдди Мерфи. 24 года спустя актриса обвинила Полански в том, что он изнасиловал её в Париже на съёмках «Пиратов», ей тогда было 16 лет.
В 1990—1991 году играла в сериале «Психи полицейские». В 1992 году сыграла в фильме «Сторивилль».
В 1993 году снялась в эпизоде эротического сериала «Дневники Красной Туфельки». В июле 1993 года фото с ней появилось на обложке журнала «Playboy».
В 1990-х снималась в ряде фильмов на вторых ролях в кино и на телевидении, исполнила одну из главных ролей в фильме «Западня» 1995 года. В начале 2000-х прервала карьеру, и только почти через 15 лет появилась в триллере 2019 года «Заблудшие ангелы».

## Фильмография
| Год       |     | Русское название             | Оригинальное название              | Роль                                |
| --------- | --- | ---------------------------- | ---------------------------------- | ----------------------------------- |
| 1978      | с   | Грэндж Хилл                  | Grange Hill                        | Саманта                             |
| 1986      | ф   | Пираты                       | Pirates                            | Мария-Долорес Эухенья дель Алькальд |
| 1986      | ф   | Золотой ребёнок              | The Golden Child                   | Ки Нанг                             |
| 1988      | с   | Криминальные истории         | Crime Story                        | Мэй Лан                             |
| 1988      | ф   | Холодный паук                | Minaccia d'amore                   | Дженни Купер                        |
| 1989      | ф   | Западня                      | Tripwire                           | Труди                               |
| 1989      | кор | Легенда Изумрудной принцессы | The Legend of the Emerald Princess | Изумрудная принцесса                |
| 1990      | ф   | Незнакомец в доме            | Stranger in the House              | девушка                             |
| 1990—1991 | с   | Психи полицейские            | Broken Badges                      | Присцилла Матер                     |
| 1991      | тф  | Робинзоны с Уолл Стрит       | Bare Essentials                    | Тарита                              |
| 1991      | ф   | Исцеляющие боли              | Healing Hurts                      | девушка                             |
| 1992      | тф  | Рисовальщик                  | Sketch Artist                      | Лиз                                 |
| 1992      | ф   | Сторивилль                   | Storyville                         | Ли Трэн                             |
| 1993      | ф   | Чрезмерное насилие           | Excessive Force                    | Анна Гилмор                         |
| 1993      | с   | Дневники Красной Туфельки    | Red Shoe Diaries                   | Клэр                                |
| 1994      | в   | Камера в губной помаде       | Lipstick Camera                    | Роберта Дейли                       |
| 1994      | ф   | Солдаты фортуны              | Men of War                         | Локи                                |
| 1995      | с   | Сайнфелд                     | Seinfeld                           | Нина                                |
| 1995      | ф   | Объятие вампира              | Embrace of the Vampire             | Сара                                |
| 1995      | ф   | Западня                      | The Set Up                         | Катя                                |
| 1996      | ф   | Стеклянная клетка            | The Glass Cage                     | Жаклин                              |
| 1996      | ф   | Навахо-блюз                  | Navajo Blues                       | Элизабет Уэйко                      |
| 1996      | с   | Вайпер                       | Viper                              | Эванджелин Рейнс                    |
| 1996      | с   | Отступник                    | Renegade                           | Кейт                                |
| 1997      | ф   | Взаимные потребности         | Mutual Needs                       | Луиз Колльер                        |
| 1999      | с   | Горец: Ворон                 | Highlander: The Raven              | Джейд                               |
| 1999      | ф   | У каждой собаки свой день    | Every Dog Has Its Day              | Джилл                               |
| 2003      | ф   | Генри Х                      | Henry X                            | миссис Морган                       |
| 2003      | ф   | Эй, диджей                   | Hey DJ                             | Тай                                 |
| 2019      | ф   | Заблудшие ангелы             | Lost Angelas                       | Энджи Малоун                        |